# Euro Beach Soccer League 1998
L'Euro Beach Soccer League 1998 è la 1ª edizione di questo torneo.

## Calendario
| Data            | Paese                 | Città               | Stage   |
| --------------- | --------------------- | ------------------- | ------- |
| 6-7 giugno      | Italia (bandiera)     | Siracusa            | Stage 1 |
| 4-5 luglio      | Svizzera (bandiera)   | Zurigo              | Stage 2 |
| 18-19 luglio    | Jugoslavia (bandiera) | Montenegro          | Stage 3 |
| 25-26 luglio    | Spagna (bandiera)     | Sant Joan d’Alacant | Stage 4 |
| 1-2 agosto      | Germania (bandiera)   | Travemünde          | Stage 5 |
| 3-4 agosto      | Portogallo (bandiera) | Figueira da Foz     | Stage 6 |
| 19-20 settembre | Monaco (bandiera)     | Montecarlo          | Stage 7 |

## Squadre partecipanti
- Francia
- Germania
- Italia
- Svizzera
- Portogallo
- Spagna
- Jugoslavia

## Formato
Sono 7 le squadre che si affronteranno in altrettanti stage composti da semifinali, finalina e finale.
Ogni partita vinta vale 3 punti, se vinta ai supplementari o rigori 2. In più alla vincitrice dello stage verranno assegnati 3 punti bonus e 2 alla seconda classificata.
La somma dei punti guadagnati nei vari stage decreterà il campione finale.

## Stage
I risultati non sono completi a causa dell’incompletezza dell’archivio. Sono comunque corrette le squadre vincenti e perdenti.

### Stage 1

#### Semifinali
| Squadra 1 | Risultato | Squadra 2 |
| --------- | --------- | --------- |
| Germania  | 8-5       | Spagna    |
| Italia    | 6-2       | Svizzera  |

#### Finale 3º-4º posto
| Squadra 1 | Risultato | Squadra 2 |
| --------- | --------- | --------- |
| Spagna    | 9-1       | Svizzera  |

#### Finale
| Squadra 1 | Risultato | Squadra 2 |
| --------- | --------- | --------- |
| Italia    | 7-3       | Germania  |

### Stage 2

#### Semifinali
| Squadra 1 | Risultato | Squadra 2  |
| --------- | --------- | ---------- |
| Germania  | 6-5 dts   | Portogallo |
| Svizzera  | 4-2       | Italia     |

#### Finale 3º-4º posto
| Squadra 1  | Risultato | Squadra 2 |
| ---------- | --------- | --------- |
| Portogallo | 7-6       | Italia    |

#### Finale
| Squadra 1 | Risultato | Squadra 2 |
| --------- | --------- | --------- |
| Germania  | V-P       | Svizzera  |

### Stage 3

#### Semifinali
| Squadra 1 | Risultato | Squadra 2  |
| --------- | --------- | ---------- |
| Spagna    | 4-3       | Portogallo |
| Francia   | 6-4       | Jugoslavia |

#### Finale 3º-4º posto
| Squadra 1  | Risultato | Squadra 2  |
| ---------- | --------- | ---------- |
| Jugoslavia | 7-4       | Portogallo |

#### Finale
| Squadra 1 | Risultato     | Squadra 2 |
| --------- | ------------- | --------- |
| Francia   | 4-4 (2-1 dcr) | Spagna    |

### Stage 4

#### Semifinali
| Squadra 1  | Risultato | Squadra 2 |
| ---------- | --------- | --------- |
| Jugoslavia | 3-2 dts   | Spagna    |
| Italia     | 4-3 dts   | Francia   |

#### Finale 3º-4º posto
| Squadra 1 | Risultato | Squadra 2 |
| --------- | --------- | --------- |
| Spagna    | 7-4       | Francia   |

#### Finale
| Squadra 1 | Risultato | Squadra 2  |
| --------- | --------- | ---------- |
| Italia    | 6-1       | Jugoslavia |

### Stage 5

#### Semifinali
| Squadra 1 | Risultato | Squadra 2 |
| --------- | --------- | --------- |
| Germania  | 7-2       | Svizzera  |
| Italia    | 4-3       | Francia   |

#### Finale 3º-4º posto
| Squadra 1 | Risultato | Squadra 2 |
| --------- | --------- | --------- |
| Francia   | 7-5       | Svizzera  |

#### Finale
| Squadra 1 | Risultato | Squadra 2 |
| --------- | --------- | --------- |
| Germania  | 5-3       | Italia    |

### Stage 6

#### Semifinali
| Squadra 1  | Risultato | Squadra 2  |
| ---------- | --------- | ---------- |
| Portogallo | 5-0       | Svizzera   |
| Spagna     | 4-1       | Jugoslavia |

#### Finale 3º-4º posto
| Squadra 1  | Risultato | Squadra 2 |
| ---------- | --------- | --------- |
| Jugoslavia | 7-6       | Svizzera  |

#### Finale
| Squadra 1  | Risultato | Squadra 2 |
| ---------- | --------- | --------- |
| Portogallo | 6-4       | Spagna    |

### Stage 7

#### Semifinali
| Squadra 1  | Risultato | Squadra 2         |
| ---------- | --------- | ----------------- |
| Portogallo | V-P       | Francia/ Germania |
| Jugoslavia | V-P       | Francia/ Germania |

#### Finale 3º-4º posto
| Squadra 1 | Risultato | Squadra 2 |
| --------- | --------- | --------- |
| Germania  | 7-6       | Francia   |

#### Finale
| Squadra 1  | Risultato | Squadra 2  |
| ---------- | --------- | ---------- |
| Portogallo | 3-2       | Jugoslavia |

## Classifica finale
| 1 | Germania   | 8 | 5 | 1 | 2 | 17 | 4 | 2 | 1 | 8 | 25 | Campione |
| 2 | Italia     | 8 | 4 | 1 | 3 | 14 | 4 | 2 | 1 | 8 | 22 | Secondo  |
| 3 | Portogallo | 8 | 5 | 0 | 3 | 15 | 4 | 2 | 0 | 6 | 21 | Terzo    |
| 4 | Spagna     | 8 | 4 | 0 | 4 | 12 | 4 | 0 | 2 | 4 | 16 |          |
| 5 | Jugoslavia | 8 | 3 | 1 | 4 | 11 | 4 | 0 | 2 | 4 | 15 |          |
| 6 | Francia    | 8 | 2 | 1 | 5 | 8  | 4 | 1 | 0 | 3 | 11 |          |
| 7 | Svizzera   | 8 | 1 | 0 | 7 | 3  | 4 | 0 | 1 | 2 | 5  |          |